# Younger than yesterday
Younger than yesterday is het vierde studioalbum van de Amerikaanse folk rock band The Byrds. De band laat op dit album weer psychedelische muziek horen en ook nieuwe geluiden zoals brass instrumenten en country gitaar.

## Muzikanten
De samenstelling van de band is gelijk aan het vorige album, Fifth Dimension.
- Jim McGuinn – solo gitaar en zang (hij noemde zich later Roger McGuinn)
- David Crosby – ritme gitaar en zang
- Chris Hillman – elektrische bas en zang (akoestische gitaar)
- Michael Clarke – drums

Op dit album spelen twee Zuid-Afrikaanse jazzmuzikanten mee. Op de openingstrack So you want to be a rock ‘n’ roll star is de trompettist Hugh Masekela te beluisteren en op Have you seen her face speelt de pianist Hotep Idris Galeta mee. De Amerikaanse saxofonist Jay Migliori doet mee op het nummer RenaIssance Fair en de zanger Vern Godsin is te horen op Time between. De gitarist Clarence White speelt gitaar op twee country rock nummers die beide geschreven zijn door Chris Hillman, The girl with no name en Time between. Clarence White zal later (van 1968 tot 1973) deel uitmaken van The Byrds.

## Muziek
The Byrds speelden ook op dit album een mengeling van pop- en folk muziek met melodieuze samenzang en een 12-snarige gitaar. Daarbij speelden ze ook andere muziekstijlen zoals raga (indiasa muziek met veel improvisaties) en psychedelische rock (nieuwe opname-technieken en geluidseffecten). Op dit album vulden ze dat nog aan met brass (koperinstrumenten zoals trompet) en country rock. Dit was het eerste album waarop bassist Chris Hillman solo zong en zelf liedjes schreef, zoals het melodieuze Have you seen her face en Thoughts and words. C.T.A. 102 begint vlot en melodieus, maar gaat halverwege over in buitenaardse geluiden en nagebootste “stemmen van aliens”. Jim McGuinn en Bob Hippard, die samen dit nummer hebben geschreven, zijn beide erg geïnteresseerd in sciencefiction.
Het meest ongebruikelijke nummer van dit album is Mind gardens. Zowel de zang als het gitaarspel doen denken aan de experimentele hippie folk van The Incredible String Band. Everybody’s been burned is een gevoelig, jazzy nummer en Renaissance Fair is gebaseerd op folk en raga.

## Tracklijst

### kant een
1. So you want to be a rock-'n-roll star - (Jim McGuinn, Chris Hillman) – 2:05
2. Have you seen her face - (Chris Hillman) – 2:28
3. C.T.A.-102 - (Jim McGuinn, Robert J. Hippard) – 2:28
4. Renaissance fair - (David Crosby, Jim McGuinn) – 1:51
5. Time between - (Chris Hillman) – 1:53
6. Everybody's been burned - (David Crosby) – 3:05

### kant twee
1. Thoughts and words - (Chris Hillman) – 2:56
2. Mind gardens - (David Crosby) – 3:28
3. My back pages - (Bob Dylan) – 3:08
4. The girl with no name - (Chris Hillman) – 1:50
5. Why - (Jim McGuinn, David Crosby) – 2:45

### Her-uitgave 1996 (zes bonus tracks)
1. It happens each day - (David Crosby) – 2:44
2. Don't make waves - (Jim McGuinn, Chris Hillman) – 1:36
3. My back pages - (Bob Dylan) – 2:42 (alternatieve versie)
4. Mind gardens - (David Crosby) – 3:17 (alternatieve versie)
5. Lady friend - (David Crosby) – 2:30
6. Old John Robertson - (Jim McGuinn, Chris Hillman) – 5:05 (singleversie)

## Album
De titel van het album Younger than yesterday is afgeleid van de song My back pages van Bob Dylan die op deze plaat is gecoverd door the Byrds. In het refrein wordt gezongen "Ah, but I was so much older then, I'm younger than that now".
Het album is opgenomen tussen 28 november 1966 en 8 december 1966 in de Columbia Studios in Hollywood, Californië. De plaat is geproduceerd door Gary Usher. Het album is uitgebracht op 6 februari 1967 op Columbia Records (in onder meer de Verenigde Staten, Zuid-Amerika en Canada) en op CBS Records (in onder meer Groot-Brittannië, de rest van Europa, Australië en Nieuw-Zeeland). Het album is op Compact Disc verkrijgbaar vanaf 1987. In april 1996 is er een heruitgave van dit album verschenen met zes bonustracks. Op de site van Discogs is de discografie van dit album te raadplegen (zie bronnen en referenties).
Er zijn drie singles verschenen die afkomstig zijn van dit album: So you want to be a rock ’n ‘ roll star/Everybody’s been burned (januari 1967), My back pages/Renaissance fair (maart 1967) en Have you seen her face /Don’t make waves (mei 1967).

## Ontvangst
Het album Younger than yesterday werd door AllMusic gewaardeerd met vijf sterren (het maximaal aantal).Het Amerikaanse tijdschrift Rolling Stone heeft in 2012 een lijst uitgebracht met de beste 500 albums aller tijden. Younger than yesterday stond op # 126 van die lijst.
Het album Younger than yesterday behaalde in de Verenigde Staten # 24 en in het Verenigd Koninkrijk # 37. De single So you want to be a rock ‘n ‘roll star behaalde in de Verenigde Staten # 29, My back pages werd # 30 in de Verenigde Staten en # 18 in Nederland. Have you seen her face werd # 74 in de Verenigde Staten.